# Nokie Edwards
Nokie Edwards   (Lahoma, 9 de maig de 1935 - Yuma, 12 de març de 2018) va ser un músic estatunidenc que és membre del Saló de la Fama del Rock. Se'l coneix per ser el guitarrista del grup de surf rock The Ventures i era conegut al Japó com el «Rei de les Guitarres». Edwards va fer també d'actor i va aparèixer a la sèrie Deadwood en el paper d'amic de Wild Bill Hickok.

## Biografia
La família d'Edwards era d'origen cherokee. Als cinc anys va començar a tocar diversos instruments de corda, com l'steel guitar, el banjo, la mandolina, el violí i el baix. La seva família es va traslladar d'Oklahoma a Puyallup, a l'estat de Washington.
Després de fer el servei militar, Edwards va tornar a casa i va començar a tocar regularment a canvi d'una paga en nombrosos grups de country de la zona. Al gener de 1958, el compositor i guitarrista de country Buck Owens es va traslladar a Tacoma com a propietari de l'emissora de ràdio KAYE. Abans de la formació de The Buckaroos amb Don Rich, Edwards va tocar la guitarra amb Owens amb el grup que va formar a la zona. El 1960 Edwards va gravar el senzill Night Run / Scratch amb The Marksmen.

### The Ventures
The Ventures va ser fundat a Tacoma el 1958 com a quartet musical instrumental. Els membres originals foren Don Wilson a la guitarra rítmica, Bob Bogle a la guitarra solista (que més tard es va convertir en el baixista), i el bateria George T. Babbitt Jr.. Quan Babbitt se'n va anar, Howie Johnson va ocupar el seu lloc i més tard va ser substituït per Mel Taylor. Edwards va conèixer Wilson i Bogle i va començar a tocar el baix a The Ventures, però després va prendre el lloc de la guitarra principal de Bogle. The Ventures va publicar una sèrie d'àlbums de gran èxit al llarg de la dècada del 1960, fins que Edwards va marxar cap al final d'aquest període el 1968. Va tornar-hi com a guitarrista solista el 1972 i va romandre-hi fins al 1984. En els anys següents, es va reunir ocasionalment amb el grup, i a partir de principis de la dècada del 2000 va tornar a realitzar gires amb The Ventures fins al 2012.
El 1971 Edwards va començar una carrera en solitari amb la publicació de Nokie!. Encara que va publicar un àlbum cada any fins al 1974, el seu projecte en solitari no va tenir èxit, i va suspendre'l per a concentrar-se en més enregistraments amb The Ventures. En deixar The Ventures per segona vegada el 1984, Edwards va seguir la seva carrera musical a Nashville i va tocar la guitarra amb Lefty Frizzell en el que serien les últimes sessions d'enregistrament de Frizzell. Al llarg de les dècades del 1980 i 1990 va participar en nombrosos enregistraments amb influència country i va rellançar la seva carrera en solitari amb la publicació de diversos àlbums a partir del 1988.
Edwards va actuar ocasionalment als Estats Units d'Amèrica com a solista i com a membre de diversos grups, com ara AdVenture, Art Greenhaw i el grup de swing de l'oest de Texas The Light Crust Doughboys. La fructífera i aclamada col·laboració d'Edwards i el músic i productor Art Greenhaw va donar com a resultat una sèrie d'àlbums en diversos gèneres musicals, incloent dues nominacions als premis Grammy al millor àlbum de l'any amb 20th Century Gospel (2005) i Southern Meets Soul (2006).
El 2008 Edwards va ser inclòs al Saló de la Fama del Rock juntament amb The Ventures. El premi va ser presentat per John Fogerty. El grup va interpretar els seus majors èxits com «Walk, Don't Run» i «Hawaii Five-O Theme». Edwards va morir a Yuma, a l'edat de 82 anys, després de complicacions derivades d'una operació de maluc.

## Discografia
- Nokie! (1971)
- Again! (1972)
- King of Guitars (1973)
- Glorious Guitarist (1974)
- Terry vs. Nokie, with Takeshi Terauchi (1986)
- Terry Terauchi & Nokie Edwards 2, with Takeshi Terauchi (1987)
- Both Sides of Nokie (1988)
- Vol. 1 - The Greatest World Hits (1989)
- Vol. 2 - The Greatest Hits of the Ventures (1990)
- Merry X-Mas from Nokie Edwards (1992)
- Nokie and Friends (1994)
- 1995 Celebration (1995)
- Present for My Japanese Friends (1997)
- Carvin' It Out (1999)
- 1999 Plugged & Unplugged (1999)
- Pickin' It Up (2000)
- No Boundaries (2001)
- Hitchhiker (2003)
- Plays Gospel Music (2003)
- Just for Jake (2003)
- A Tribute to the Beatles (2004)
- Hitchhiker Heals Hearts (2004)
- Nokie Plays the 50s, 60s, and 70s (2005)
- Crossover (2005)
- Just Doing My Job (2006)
- The Golden Fingers of Nokie Edwards (2007)
- Nokie's Classics (2008)
- Hitchin' a Ride (2009)
- Nokie Rocks The Ventures (2012)
- Nokie Plays Latin (2013)
- Songs for Healing Heart (2014)
- 80 & Pickin' with My Friends (2015)
- Picks On the Beatles (2020)